# Saint-Préjet-Armandon
Saint-Préjet-Armandon is een gemeente in het Franse departement Haute-Loire (regio Auvergne-Rhône-Alpes) en telt 109 inwoners (2009). De plaats maakt deel uit van het arrondissement Brioude.

## Geografie
De oppervlakte van Saint-Préjet-Armandon bedraagt 8,4 km², de bevolkingsdichtheid is dus 13 inwoners per km².
De onderstaande kaart toont de ligging van Saint-Préjet-Armandon met de belangrijkste infrastructuur en aangrenzende gemeenten.

## Demografie
Onderstaande figuur toont het verloop van het inwonertal (bron: INSEE-tellingen).